# Новопісківська сільська рада
Новопіскі́вська сільська рада (рос. Новопесковский сельский совет) — сільське поселення у складі Мішкинського району Курганської області Росії.
Адміністративний центр та єдиний населений пункт — село Нові Піски.
Населення сільського поселення становить 193 особи (2017; 243 у 2010, 362 у 2002).